# Escapade à New York (film, 1970)
Pour plus de détails, voir Fiche technique et Distribution.
Escapade à New York (The Out-of-Towners) est un film américain de Arthur Hiller sorti en 1970.
Un remake a été réalisé en 1999 par Sam Weisman.

## Synopsis
Les époux Kellerman quittent leur domicile d'Ohio pour un séjour à New-York, capital pour leur avenir : Monsieur attend une promotion déterminante dans une grande entreprise. Réglé comme du papier à musique, de l'arrivée à l'aéroport à l'hôtel de luxe, du dîner du soir au rendez-vous du matin, le programme va pourtant dérailler à tous les niveaux et dans les grandes largeurs...

## Fiche technique
- Titre : Escapade à New York
- Titre québécois : Aventures à New York
- Titre original : The Out-of-Towners
- Réalisation : Arthur Hiller
- Scénario : Neil Simon
- Direction artistique :  Charles Bailey
- Image : Andrew Laszlo
- Son : Dennis Maitland, Elden Ruberg
- Montage : Fred A. Chulack
- Musique : Quincy Jones
- Production : Paul Nathan
- Société de production : Jalem Productions
- Société de distribution : Paramount Pictures
- Pays de production :  États-Unis
- Langue : anglais
- Format : couleurs - 35 mm - 1,85:1 - son mono
- Durée : 98 minutes
- Genre : comédie
- Dates de sortie : États-Unis :  28 mai 1970

## Distribution
- Jack Lemmon  (VF : Michel Roux) : George Kellerman
- Sandy Dennis  (VF : Arlette Thomas) : Gwen Kellerman
- Sandy Baron : Lenny Moyers
- Anne Meara : la victime du vol de sac à main
- Robert Nichols (VF : Jacques Marin) : un passager
- Ann Prentiss (VF : Julia Dancourt) : une hôtesse de l'air
- Ron Carey : Barney Polacek
- Philip Bruns (VF : Henry Djanik) : l'officier Meyers
- Graham Jarvis : Murray
- Carlos Montalbán (VF : Jean-Henri Chambois) : Manuel Vargas
- Robert King : l'agent à Boston
- Johnny Brown : le serveur dans le train
- Dolph Sweet : le sergent de police Kavalefski
- Thalmus Rasulala : l'officier de police (Jack Crowder)
- Jon Korkes : le premier voleur
- Robert Walden : le second voleur
- Richard Libertini : le bagagiste
- Paul Dooley : Day Porter
- Anthony Holland (VF : Philippe Mareuil) : Winkler
- Billy Dee Williams : Clifford Robinson
- Lenny Myers (VF : Philippe Dumat) : l'employé de l'église
- Pepe Hern : un gangster